# Флаг Тувалу
Государственный флаг Тувалу — официально утверждён 1 октября 1978 года.

## Описание флага
Как и флаги многих других бывших колоний Британии, флаг Тувалу представляет собой синий кормовой флаг, в левом верхнем углу которого находится изображение государственного флага Великобритании. Предыдущий флаг (когда острова Тувалу были объединены с островами Гилберта), разработанный в 1932 году постоянным представителем британской колонии Артуром Гримблом, также базировался на флаге Великобритании, но имел в левой нижней части изображение герба Тувалу (тогда архипелаг назывался «Островами Эллис»).
На флаге также изображены девять жёлтых звёзд, символизирующих девять коралловых атоллов, из которых состоит государство. Расположение звёзд на флаге повторяет расположение островов на карте, если севером считать левую сторону флага.
Соотношение сторон флага — 1:2. Часть флага, на которой изображены звёзды, составляет равно половину его поверхности, а ширина каждой звезды — 1/12 часть флага. Флаг Великобритании занимает 1/4 поверхности флага.

## Исторические флаги
В период между 1996 годом и 11 апреля 1997 года в стране использовался флаг, отличавшийся от современного. Он был введён в годы премьерства Камута Латаси и, по мнению премьера страны, должен был стать прелюдией для изменения государственного строя Тувалу с монархического (в настоящее время главой государства является монарх Великобритании) на республиканский.
Основу флага составляли пять полосок красного, белого, голубого, белого и красного цветов. В центре левого края, между красными полосами, был расположен белый треугольник с изображением герба Тувалу. В правой части находились изображения восьми пятиконечных звёзд белого цвета, расположенных диагонально. На красных полосах были изображены по две звезды на каждую, на синей — четыре звезды. Соотношение сторон флага — 1:2, соотношение полос — 5:1:13:1:5. Размер герба — 3/10 ширины флага. Диаметр каждой звезды — примерно 1/7 часть ширины флага.
Введение нового флага привело к недовольству среди местного населения, особенно жителей атолла Ниутао. Эти события стали причиной отставки Латаси. Новый премьер-министр Тувалу, Бикенибеу Паэниу, восстановил прежний вариант флага.

Галерея флагов
Флаг британской колонии Острова Гилберта и Эллис 1937 — 1 октября 1975
Флаг британской колонии Острова Эллис 1 октября 1975 — 1 октября 1978
Флаг Тувалу 1995
Флаг Тувалу
1 октября 1995 — 11 апреля 1997
Флаг Генерал-губернатора Тувалу